# ロマンス中野
ロマンス中野（ロマンス なかの）は、日本の女性タレント。独特なオタ芸によるパフォーマンスを繰り広げる。

## 略歴
父が日本人、母がフィリピン人。以前自身が勤めていた飲食店にて過度な労働環境の辛い目にあい、会社を退社。その後、人間不信に陥り働く事も人と目をあわせる事も出来なくなり引きこもる。
そんな時、テレビで見たオタ芸に興味を持ち地下アイドルのコンサートにて最前列で踊るヲタ芸を目の当たりにし衝撃を覚え、ヲタ芸師として自身も人を元気に出来る活動をしていこうと決意し、2015年より本格的にタレント活動を開始。

## 出演

### テレビ
- テレビ大阪　関西魂（MC嘉門達夫）準レギュラー
- サンテレビagehaTV　レギュラー